# 山中修

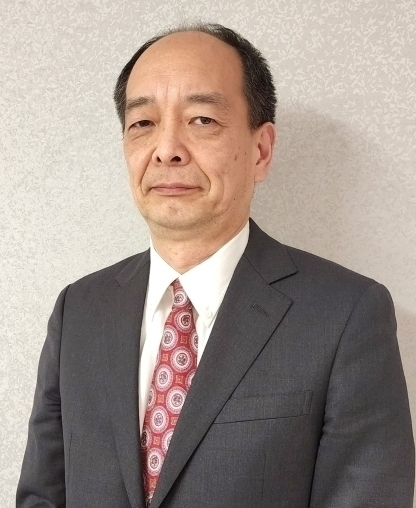

山中 修（やまなか おさむ、1966年（昭和41年）9月15日 - ）は、日本の外交官。国連担当大使、国連大使・次席常駐代表等を経て、シドニー総領事。

## 人物
1990年一橋大学法学部卒業、外務省入省。在ジュネーブ国際機関日本政府代表部一等書記官、OECD日本政府代表部参事官、国際エネルギー機関出向等を経て、2019年から外務省大臣官房参事官を務め、国連担当大使も兼務し、日・ミャンマー人権対話代表としてネピドーにおいてミャンマーのソー・ハン外務次官に対し、ロヒンギャへの人権侵害疑惑に対し法的措置をとるよう働きかけるなどした。2020年経済産業省大臣官房審議官。2022年国連大使。2024年シドニー総領事。

## 略歴
- 平成2年4月　外務省入省
- 平成14年2月　外務省経済協力局技術協力課首席事務官
- 平成16年4月　在マレーシア日本国大使館一等書記官
- 平成18年8月　在ジュネーブ国際機関日本政府代表部一等書記官
- 平成18年9月　国際連合総会日本政府代表随員
- 平成19年1月　在ジュネーブ国際機関日本政府代表部参事官
- 平成19年5月　世界保健総会日本政府代表代理
- 平成20年5月　国際労働機関総会日本政府代表顧問
- 平成21年7月　経済協力開発機構日本政府代表部参事官
- 平成21年10月　国際エネルギー機関非加盟国局アジア太平洋ラテンアメリカ課長
- 平成25年7月　外務省総合外交政策局人権人道課企画官
- 平成25年8月　外務省総合外交政策局人権人道課課長、内閣官房内閣参事官（内閣官房副長官補付）兼内閣官房アイヌ総合政策室参事官
- 平成27年10月　内閣府国際平和協力本部事務局参事官
- 平成29年8月　在ブラジル日本国大使館公使
- 令和元年10月　外務省大臣官房参事官（危機管理担当）兼総合外交政策局、領事局、国連担当大使
- 令和2年7月　経済産業省大臣官房審議官（通商戦略担当）兼通商政策局
- 令和4年8月　国際連合日本政府代表部大使・次席常駐代表
- 令和6年8月　在シドニー日本国総領事館総領事[4]

## 同期
- 麻妻信一（24年ナミビア大使）
- 新居雄介（24年イスラエル大使・22年国際情報統括官・21年国際情報統括官付兼総合外交政策局審議官）
- 伊従誠（23年シアトル総領事）
- 岩本桂一（24年領事局長）
- 遠藤和也（24年フィリピン大使・22年国際協力局長・21年総合外交政策局兼領事局審議官）
- 大隅洋（23年サンフランシスコ総領事）
- 貴島善子（23年広州総領事）
- 小林麻紀（23年外務報道官・21年中南米局長・17年東京五輪組織委員会広報局長）
- 兒玉良則（23年ホノルル総領事）
- 徳田修一（24年在ロシア大使館公使・22年シドニー総領事）
- 野口泰（23年中南米局長・22年サンフランシスコ総領事・20年防衛省防衛政策局次長・17年サンパウロ総領事・15年宮崎県警察本部長）